# 陳道正
宣孝皇后陈道正（?—?），《北史》作陈道止，南北朝之齐朝开国皇帝萧道成的母亲，临淮郡东阳人，曹魏司徒陈矫后代，临淮郡孝廉陈肇之與胡氏的女兒。

## 生平
陈道正年少家贫，勤於织作。家人夸赞她的勤劳，有时要阻止她，陈道正一直未改。
嫁给萧承之，萧承之的妾室生衡阳元王萧道度、始安贞王萧道生，陈道正生萧道成。萧道成二岁时，喂奶缺乳，陈道正梦见有人送给她两瓯麻粥，一觉醒来乳汁大出，陈道正奇异而喜悦。萧承之在外做官，陈道正常留在家里治家务教子孙。有相者面的对陈道正说：“夫人有贵子而不见也。”陈道正感叹说：“我三儿谁当应之！”喊着萧道成的小名：“正应是汝耳。”
萧承之死后，陈道正亲自持家，奴婢有过错，原谅不问罪。萧道成虽做官，家业还是贫穷，萧道成为建康县令时，萧道生的儿子萧鸾等冬天还没有寒衣，但萧道成奉其母亲膳食很丰厚。陈道正总是只留下一份肉：“于我过足矣。”
陈道正在县舍去世，时年七十三。升明三年（479年），齐高帝追赠陈道正为竟陵公国太夫人，外祖母胡氏为永昌县靖君。建元元年（479年），追尊陈道正为孝皇后。

## 延伸阅读
[在维基数据编辑]
 《南齊書·卷20》，出自萧子显《南齊書》
 《南史·卷11》，出自李延壽《南史》